# Johann Kasimir Mieg
Johann Kasimir Mieg oder Johann Casimir Mieg (* 6. Oktober 1712 in Heidelberg; † 28. September 1764 in Herborn) war ein deutscher reformierter Prediger, Theologe und Hochschullehrer.

## Leben
Mieg stammte aus einer weitverzweigten, ursprünglich aus Straßburg stammenden Familie Mieg. Er war Sohn des Theologieprofessors Ludwig Christian Mieg und Enkel des Theologieprofessors Johann Friedrich Mieg der Ältere. Er absolvierte das Heidelberger Gymnasium, studierte ab 1726 an der Universität Heidelberg, dann ab 1728 in Zürich, Bern und an der Universität Basel und kehrte 1732 zurück in seine Heimatstadt. Dort bestand er am 26. März 1732 das theologische Examen. Anschließend vollendete er seine Studien an den Universitäten von Marburg und Halle.
Mieg wurde 1733 als außerordentlicher Professor der Philosophie an die Hochschule in Herborn berufen und 1734 zum ordentlichen Professor befördert. 1743 folgte er einem Ruf als Professor der Theologie und Sprachenkunde an die Hochschule in Lingen sowie als Prediger der dortigen reformierten Gemeinde. 1757 folgte er einem Ruf zurück an die Herborner Hochschule als Professor der Theologie. Zudem wurde er erster Pfarrer von Herborn.
Der Direktor des kurpfälzischen Ehegerichts Johann Friedrich Mieg war sein Bruder, der reformierte Prediger, Freimaurer und Illuminat Johann Friedrich Mieg sein Sohn.

## Werke (Auswahl)
- Constitutiones servi Hebraei, ex Scriptura et Rabbinorum monumentis collectae, nec non cum ceterarum gentium consuetudinibus hinc inde collatae, Herborn 1735.
- Prologus meditationum de differentia eruditionis scholasticae et aulicae sive prima scientiarum elementa, Herborn 1736.
- Demonstratio philosophica hominem objectum scientiae nostrae inprimis practicae sistens, Herborn 1737.
- Demonstratio secunda genuinam speculationum et intellectus humani notionem exhibens, Herborn 1738.
- Commentatio theologico-practica de veritate in praecordiis objecta εὐαρεστίας divinae ad Ps. 51, 8, Lemgo 1749.
- Primae lineae de ministerio verbi in spiritu et veritate, 2 Bände, Lingen 1751–1752.